# 白井町立白井第一小学校谷清分校
白井町立白井第一小学校谷清分校（しろいちょうりつ しろいだいいちしょうがっこうやきよぶんこう）は、千葉県印旛郡白井町（現在の白井市）清戸にあった公立小学校の分校。

## 概要
1956年（昭和31年）に谷清分校が廃校。東分校が設置。

## 沿革
- 1874年（明治7年）4月 - 西福寺を仮校舎として谷田学校を開設。その後、神々廻学校と合併[2]。
- 1889年（明治22年） - 谷田小学校は、谷清尋常小学校と改称[2]。
- 1913年（大正2年）7月10日 - 谷清尋常小学校は永治尋常高等小学校と統合して分校とする[2]。
- 1941年（昭和16年）4月1日 - 永治村国民学校と改称[2]。
- 1947年（昭和22年）4月1日 - 永治村立永治小学校と改称。高等科は新制中学校に編入[2]。
- 1954年（昭和29年）12月1日 - 町村合併により印西町立永治小学校と改称。平塚分校、谷清分校の2分校は白井村に編入[2][1]。谷清分校は白井町立白井第一小学校谷清分校になる。
- 1956年（昭和31年） - 谷清分校を廃し、東分校を設置する[1]。